# Jan Jagielski
Jan Robert Jagielski (ur. 13 października 1937 w Toruniu, zm. 17 lutego 2021) – polski działacz społeczny, autor publikacji na temat śladów historycznej obecności Żydów w Polsce.

## Życiorys

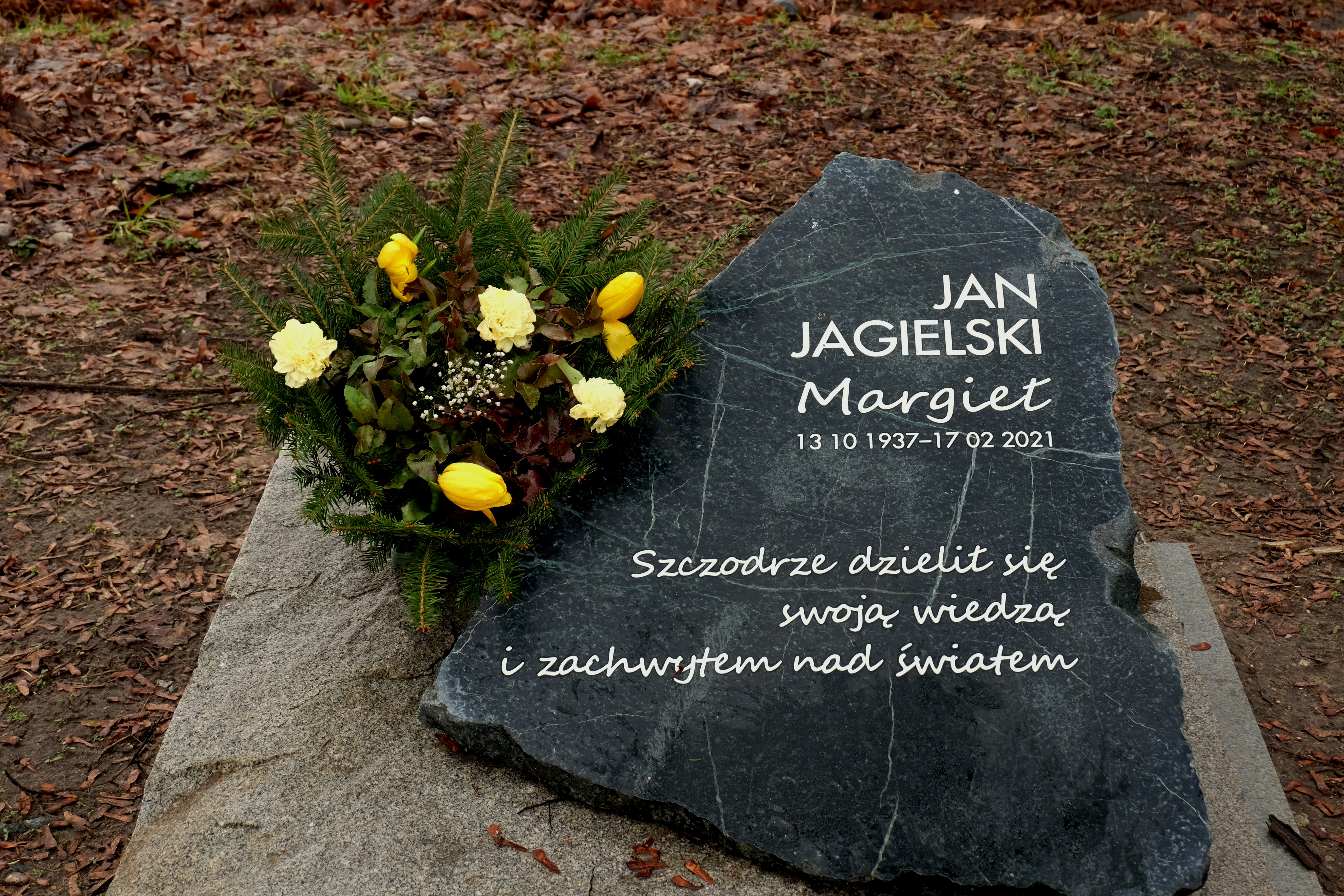
Grób Jana Jagielskiego na cmentarzu żydowskim przy ul. Okopowej w Warszawie

Maturę uzyskał w XIV Liceum Ogólnokształcącym im. Stanisława Staszica w Warszawie (wówczas imienia Klementa Gottwalda). Absolwent Uniwersytetu Warszawskiego ukończonego z tytułem magistra geochemii. Przez 30 lat pracował naukowo w Instytucie Chemii Przemysłowej w Warszawie.
Od 1991 był pracownikiem Żydowskiego Instytutu Historycznego im. Emanuela Ringelbluma, gdzie stworzył Dział Dokumentacji Dziedzictwa, gromadzący materialne ślady obecności historycznej Żydów na ziemiach polskich z dużą bazą danych.
Zmarł 17 lutego 2021. Został pochowany na cmentarzu żydowskim przy ul. Okopowej w Warszawie.

### Działalność społeczna
Od 1981 aktywnie uczestniczył w opiece nad miejscami i zabytkami związanymi z kulturą i historią Żydów polskich, we wcześniejszych latach amatorsko je dokumentując. W tym samym roku powstał Społeczny Komitet Opieki nad Cmentarzami i Zabytkami Kultury Żydowskiej przy Towarzystwie Opieki nad Zabytkami, który współtworzył Jagielski, od 1994 pełniąc funkcję przewodniczącego Zarządu.
Był inicjatorem akcji restaurowania cmentarzy żydowskich w małych miastach, którą prowadził z młodzieżą z kraju i z Izraela.
Był przewodniczącym Fundacji Wiecznej Pamięci powstałej w 1993 z inicjatywy Rządu RP i zajmującej się renowacją zabytków żydowskich (cmentarze, synagogi i inne), upamiętnianiem miejsc i wydarzeń związanych z historią Żydów w Polsce, a także działalnością kulturalną i oświatową na temat stosunków polsko-żydowskich. Był skarbnikiem i członkiem zarządu Stowarzyszenia Żydowski Instytut Historyczny w Polsce.
Na dorobek Jagielskiego składają się książki o cmentarzu żydowskim przy ul. Okopowej w Warszawie, zabytkach żydowskich oraz getcie warszawskim (brał udział m.in. w projekcie upamiętnienia granic getta). Był także autorem artykułów o tej tematyce.

## Odznaczenia i wyróżnienia
- Nagroda Fundacji Taubego im. Ireny Sendler (2009) za wkład wniesiony w zachowanie dziedzictwa żydowskiego w Polsce[10].
- Krzyż Kawalerski Orderu Odrodzenia Polski nadany przez prezydenta Lecha Kaczyńskiego w kwietniu 2008 za osiągnięcia w odkrywaniu, gromadzeniu i upowszechnianiu prawdy o Holokauście[11].
- Nagroda Jana Karskiego i Poli Nireńskiej (2005) za wybitne zasługi w dziedzinie działalności zmierzającej do ochrony materialnych śladów żydowskiej obecności historycznej w Polsce oraz publikacji na ten temat[12]
- Srebrny Medal „Zasłużony Kulturze Gloria Artis” 2015[13]
- Krzyż Oficerski Orderu Odrodzenia Polski przyznany pośmiertnie w 2021 przez prezydenta Andrzeja Dudę za wybitne zasługi w pielęgnowaniu pamięci oraz dokumentowaniu historii Żydów w Polsce[14][15].

## Publikacje
- Jan Jagielski, Robert Pasieczny: A guide to Jewish Warsaw. Jewish Information and Tourist Bureau, 1990, s. 63.
- Włodzimierz Susid, Jan Jagielski, Żydowski Instytut Historyczny-Instytut Naukowo-Badawczy: Children and youth of the ghetto. Sala "Makabi", 1993, s. 38.Sprawdź autora:3.
- Jan Jagielski: Przewodnik po cmentarzu żydowskim w Warszawie przy ul. Okopowej 49/51. Z. 1, Kwatery przy Alei Głównej, Tom 1.. Warszawa: Towarzystwo Opieki nad Zabytkami, 1996, s. 102. ISBN 83-90662-96-5.
- Eleonora Bergman, Jan Jagielski: Zachowane synagogi i domy modlitwy w Polsce: katalog. Żydowski Instytut Historyczny, 1996, s. 162.
- Jan Jagielski, Żydowski Instytut Historyczny-Instytut Naukowo-Badawczy: Jewish sites in Warsaw. The City of Warsaw, 2002, s. 80. ISBN 83-91113-85-X.Sprawdź autora:2.
- Anka Grupińska, Jan Jagielski, Paweł Szapiro: Getto Warszawskie. Parma-Press, 2002, s. 95. ISBN 83-85743-95-2.
- Jan Jagielski: Niezatarte ślady getta warszawskiego (wersja polsko-angielska). Mówią Wieki, 2008, s. 104. ISBN 978-83-86156-98-6.
- Anka Grupińska, Jan Jagielski, Paweł Szapiro: Das Warschauer Getto Il Ghetto di Varsavia Getto Warszawskie wersja niemiecko włoska. Parma-Press, 2009, s. 96. ISBN 978-83-74191-15-9.

## Upamiętnienie
- W czerwcu 2021 został patronem Pracowni Dokumentacji Dziedzictwa Żydowskiego Instytutu Historycznego im. Emanuela Ringelbluma[16].